# Alberto Acereda
Alberto Acereda (Calahorra, La Rioja, España, 1965) es un filólogo y profesor español. 

## Trayectoria profesional
Licenciado en filología hispánica por la Universidad de Barcelona, máster en literatura española y doctorado en literatura española e hispanoamericana por la Universidad de Georgia, Acereda ejerció durante casi dos décadas como profesor titular y como catedrático de literatura hispánica y director del departamento de lenguas y literaturas hispánicas y luso-brasileñas en el "School of International Letters and Cultures" de la Universidad Estatal de Arizona de Estados Unidos. En esta misma universidad fue director de estudios graduados. En la Universidad Estatal de Arizona estuvo también afiliado al programa de estudios judaicos y fue presidente del senado académico y Dean's Fellow en el College of Liberal Arts and Sciences de la misma universidad. Acereda es también miembro de la "Academia Norteamericana de la Lengua Española", correspondiente de la Real Academia Española y es autor de varios libros y ensayos de investigación y crítica literaria. Ha sido profesor visitante en la Universidad de Alicante, en la Universidad Menéndez y Pelayo y en la Universidad de Pensilvania.
Entre sus investigaciones publicadas destacan sus contribuciones al modernismo literario y al fin de siglo hispánico, teniendo especial relevancia sus trabajos en torno a la figura y la obra del poeta Rubén Darío (1867-1916). En esta faceta destacan sus libros: Modernism, Rubén Darío and the Poetics of Despair (Dallas: University Press of America, 2004) y Rubén Darío, poeta trágico. Una nueva visión (Barcelona: Teide, 1992), así como su volumen de estudio crítico y antología sobre el Modernismo: El Modernismo poético. Estudio crítico y antología temática (Salamanca: Almar, 2001). 
Como editor de la obra de Darío, son especialmente relevantes sus ediciones darianas: Poemas filosóficos de Rubén Darío (Madrid: Hiperión, 2007); Y una sed de ilusiones infinita (Barcelona: Lumen, 2000); Poesía erótica de Rubén Darío (Madrid: Hiperión, 1997); Poesía selecta de Rubén Darío (Madrid: Visor, 1996) y Antología poética de Rubén Darío (Buenos Aires: Sudamericana, 1996). 
Ha coordinado y compilado también varias monografías sobre este mismo autor modernista: Dossier Rubén Darío (Cuadernos del Centro Interdisciplinario de Literatura Hispanoamericana, Mendoza, Universidad Nacional de Cuyo, 2009); Homenaje a Rubén Darío (Pittsburgh, Crítica Hispánica, 2005); El otro centenario: Rubén Darío y “Cantos de vida y esperanza” (Madrid. Revista Insula 699, 2005, coeditado con José María Martínez); Rubén Darío. La creación, argumento poético y expresivo (Barcelona. Revista Anthropos, 1997, coeditado con Manuel Mantero).	
Asimismo, es autor de dos volúmenes de traducción al inglés de la poesía de Rubén Darío, únicas en su género y preparadas junto al profesor e investigador norteamericano Will Derusha: Songs of Life and Hope. Cantos de vida y esperanza. Rubén Darío (Durham: Duke University Press, 2004); y Selected Poems of Rubén Darío. A Bilingual Anthology (Lewisburg: Bucknell University Press, 2001). 
En otras áreas de la investigación literaria, Alberto Acereda ha publicado más de un centenar de estudios críticos aparecidos en diversas revistas de investigación literaria por todo el mundo. Es autor de otros dos libros sobre otras áreas de la historiografía literaria hispánica: La Marquesa de Fuerte-Híjar. Una dramaturga de la Ilustración (Cádiz: Publicaciones de la Universidad de Cádiz, 2000) y El lenguaje poético de Miguel Hernández. El rayo que no cesa (Madrid: Pliegos, 1996).